# Rudolf Bolek
Rudolf Bolek (* 9. Oktober 1887 in Weinbergen, Westgalizien; † 18. Januar 1940 in Posen) war ein Lehrer und Politiker. 

## Leben
Bolek besuchte die Lehrerbildungsanstalten in Bielitz und Czernowitz und wurde Lehrer in Weinbergen. Nach dem Ersten Weltkrieg war er Lehrer in Lemberg. 1920/21 besuchte die Lehrerakademie in Wien. In der Zweiten Polnischen Republik war er Vorsitzender des deutschen Volksrates für Galizien. Er löste 1924 Theodor Zöckler nach dessen Wahl zum Superintendenten der Evangelischen Kirche Augsburgischen und Helvetischen Bekenntnisses in Kleinpolen  ab. Bolek war um 1938 zudem Leiter des galiziendeutschen Raiffeisenverbandes in Lemberg.